# Polcura
Polcura (palabra proveniente del mapudungun que significa 'piedra amarilla'), es una localidad precordillerana ubicada en la comuna chilena de Tucapel, en la región del Biobío y la provincia homónima, Por aquí se puede llegar al camino que se dirige hacia el volcán Antuco.
Esta localidad formó parte del Ramal Monte Águila - Polcura, como estación terminal. Aquí se invertía a la locomotora y se reiniciaba el viaje hacia Monte Águila.